# Cyriocosmus fasciatus
Cyriocosmus fasciatus là một loài nhện trong họ Theraphosidae.
Loài này thuộc chi Cyriocosmus. Cyriocosmus fasciatus được Cândido Firmino de Mello-Leitão miêu tả năm 1930.